# Alessio Paduano
Alessio Paduano (Napoli, 4 agosto 1984) è un fotografo italiano.
Dall'inizio della sua carriera documenta le principali questioni di attualità legate all'immigrazione, all'ambiente e alle crisi umanitarie.
I suoi reportage hanno ricevuto importanti riconoscimenti internazionali, tra cui il Picture of the Year International (POYI), il Krzysztofa Millera Prize, il Siena International Photo Awards.

## Biografia
Alessio Paduano nasce a Napoli il 4 agosto 1984. Studia un anno a Parigi presso l'Università Paris VII - Denis-Diderot grazie ad una borsa di studio. Nel 2007 collabora come redattore e fotografo con vari quotidiani italiani. Nel 2009 si laurea in Sociologia presso l'Università degli Studi di Napoli Federico II con una tesi in giornalismo, dove analizza i quotidiani “Le Monde” e “Corriere della Sera”. Nel 2010 studia fotogiornalismo presso l’Accademia di belle arti di Napoli, dove si laurea con il massimo dei voti. Alcuni suoi reportages sono stati esposti al Palazzo delle Arti di Napoli (Italia), Castel dell'Ovo (Napoli, Italia), Biennale di Bibbiena (Italia), Palm Spring Photo Festival (California), Tel Aviv Photo Fair (Israele), FotoLoft Gallery (Russia) e Photolux Festival (Italia). Le sue fotografie sono state pubblicate sui maggiori quotidiani e magazines nazionali e internazionali tra i quali Time, National Geographic Magazine, CNN, Der Spiegel, Stern, BBC, The Wall Street Journal, The Guardian, La Stampa, L'Espresso ed El País.

## Mostre
- 2021, Zurigo, Svizzera - Photo Schweiz Festival
- 2021, Mosca (Russia)- Sakharov center - Direct Look Award exhibition
- 2019, Parigi, Francia – Espace Beaurepaire – PX3 exhibition
- 2018, Tbilisi, Georgia – Kolga Tbilisi Photo Festival – “Fentanyl abuse in Estonia”
- 2018, Tokyo, Giappone – ICA Space – “The migrants odyssey”
- 2018, Sarajevo Bosnia Herzegovina – Historical Museum
- 2018, Palm Spring, California – “Palm Spring Photo Festival”
- 2017, Astoria, Stati Uniti – PhotoWalk
- 2017, Napoli, Italia – PAN – Collective “Foto_Acc_2017″
- 2015, Lucca, Italia – Torre Guinigi – “Photolux Festival”
- 2015, Mosca (Russia) – FotoLoft gallery – “MIFA Awards ceremony”
- 2015, Tel Aviv, Israele – “Tel Aviv Photo Fair”
- 2014, Macerata, Italia – Overtime Festival – “Quarto soccer against camorra”
- 2012, Napoli, Italia– PAN – Collective “NINA-Nuova Immagine Napoletana”
- 2012, Bibbiena, Italia – “Biennal of Young Italian Photographer”
- 2012, Napoli, Italia – Castel dell'Ovo – “PON Photography Awards 2011″
- 2012, Palm Spring, California – Palm Spring Photo Festival – “Bucharest”
- 2012, Napoli, Italia – Castel dell'Ovo – “De ce faci poza?”
- 2012, Roma, Italia – Casa dell'Architettura – “PON Photography Awards 2011″
- 2012, Napoli, Italia – Chiesa di San Severo al Pendino – “Loro di Napoli”
- 2012, Napoli, Italia – Galleria dell'Accademia di Belle Arti – “Bucuresti”

## Premi e riconoscimenti
- 2021: Focus on the story Portrait Award - Winner
- 2021: CNN - The defining photos of the pandemic
- 2020: European Newspaper Award
- 2020: Direct Look Award – 3rd place
- 2020: Rovinj Photodays – Documentary – 1st place
- 2019: CNN 100 photos that defined the decade
- 2019: Krzysztofa Millera Prize – Winner
- 2019: Kolga Tbilisi Photo Award - Oneshot - Shortlisted
- 2019: Siena International Photo Awards – Photojournalism – Winner
- 2019: Prix Bayeux Calvados-Normandie – Finalist
- 2019: POY Picture of the Year – Impact 2018-Immigration Status – 1st place
- 2018: Krzysztofa Millera Prize – Finalist
- 2018: Kolga Tbilisi Photo Award - Oneshot - Shortlisted
- 2018: Kolga Tbilisi Photo Award - Documentary - Shortlisted
- 2018: The Alfred Fried Photography Award – Shortlisted
- 2018: PX3 Prix de la Photographie Paris – Silver winner
- 2018: Tokyo International Foto Awards – 1st place – General News category
- 2018: FIIPA 2018 Awards – Honorable mention – Story category
- 2018: IPOTY International Photographer of the Year – Honorable mention – Editorial: Documentary
- 2018: Monochrome Photography Awards – Honorable mention
- 2017: TIME’s Top 100 Photos of the Year
- 2017: IPOTY International Photographer of the Year – 2nd place – Architecture
- 2017: IPOTY International Photographer of the Year – Honorable mention – Editorial: Documentary
- 2017: IPOTY International Photographer of the Year – Honorable mention – People: Portrait
- 2017: Monochrome Photography Awards – Honorable mention
- 2016: Tokyo International Foto Awards – Honorable mention – General News category
- 2016: ND Photography Awards – General News – Honorable mention
- 2016: ND Photography Awards – Editorial – 1st – Gold Star Award
- 2016: Siena International Photo Awards – Finalist
- 2016: No-fee slide show contest – Finalist
- 2016: MIFA-Moscow International Foto Awards – Honorable mention – General News category
- 2016: MIFA-Moscow International Foto Awards – Honorable mention – Buildings – Photo Essay
- 2015: InTarget Photolux Award – Winner
- 2015: MIFA-Moscow International Foto Awards – 1st prize – Editorial – General News category
- 2015: MIFA-Moscow International Foto Awards – Honorable mention – Editorial-sports category
- 2015: IPA-International Photography Awards – Honorable mention – Sports category
- 2012: Palm Springs Photo Festival – Finalist